# Carla Zijlstra
Carla Johanna Zijlstra (Sneek, 15 maart 1969) is een Nederlands oud-schaatsster die gespecialiseerd was op de lange afstanden. Sinds 16 maart 1997 was ze nationaal recordhoudster op de 10 kilometer, 14.39,22. Deze tijd is op 13 maart 2018 in Heerenveen door Carien Kleibeuker aangescherpt tot 14.35,61.

## Biografie
Zijlstra nam driemaal deel aan de Olympische Winterspelen; bij de Spelen van 1998 in Nagano was zij vlaggendraagster. Ze behaalde alleen podiumplaatsen bij de NK Afstanden (9x eerste, 4x tweede en 1x derde), de NK Allround (1x eerste, 2x tweede en 4x derde) en de WK Afstanden (2x tweede en 2x derde). Op de EK- en WK Allround veroverde ze wel afstandmedailles op de 3000m en 5000m, bij de EK 5x zilver en 2x brons, bij de WK 3x zilver en 1x brons. Op de NK Allround behaalde ze in totaal 16 afstandmedailles (12-2-2), één op de 1500m (zilver in 1992) en 15 op de 3000 meter en 5000 meter, waaronder negen jaar opeenvolgend ('91-'99) de gouden medaille op de 5000 meter.
Voor seizoen 1998/1999 werd Zijlstra niet geselecteerd voor de kernploeg en bereidde zich met privé-trainer Johan Kasper voor op de wedstrijden. Dat seizoen behaalde ze met 7.05,94 een nieuw Nederlands record op de 5000 meter, voor specialisten Tonny de Jong en Renate Groenewold. Een jaar later besloot ze haar loopbaan te beëindigen en zich te richten op haar studie fysiotherapie.
Zijlstra trouwde met de Australische Olympische langlaufer Andy Evans. Tegenwoordig woont ze met man en kinderen in Australië, heeft een eigen fysiotherapiepraktijk in Jindabyne en gaf bij de Olympische Winterspelen 2010 in Vancouver commentaar voor de Australische televisie. In november 2016 verscheen haar autobiografie Tussen hemel, ijs en aarde.

## Persoonlijk records
| Afstand      | Tijd     | Datum            | Baan       |
| ------------ | -------- | ---------------- | ---------- |
| 500 meter    | 41,74    | 13 februari 1999 | Calgary    |
| 1000 meter   | 1.22,09  | 19 maart 1999    | Calgary    |
| 1500 meter   | 2.01,67  | 13 februari 1999 | Calgary    |
| 3000 meter   | 4.10,63  | 27 maart 1998    | Calgary    |
| 5000 meter   | 7.05,94  | 21 november 1998 | Heerenveen |
| 10.000 meter | 14.39,22 | 16 maart 1997    | Calgary    |

## Resultaten
| jaar | NK Afstanden                         | NK Allround | EK Allround | WK Allround | WK Afstanden      | Olympische Spelen           |
| ---- | ------------------------------------ | ----------- | ----------- | ----------- | ----------------- | --------------------------- |
| 1989 | 12e 3000m                            | 9e          |             |             |                   |                             |
| 1990 | 17e 500m 11e 1500m 8e 3000m 4e 5000m | 6e          |             |             |                   |                             |
| 1991 |                                      | Brons       | 10e         | 9e          |                   |                             |
| 1992 | 16e 500m · 5e 1500m · 3000m · 5000m  | Zilver      | 8e          | 10e         |                   | 9e 1500m 4e 3000m 4e 5000m  |
| 1993 | ns2 500m · 1500m · 3000m · 5000m     | Goud        | 7e          | 7e          |                   |                             |
| 1994 | 1500m · 3000m · 5000m                | Brons       | 6e          |             |                   | 22e 1500m 9e 3000m 7e 5000m |
| 1995 | 11e 1500m · 3000m · 5000m            | Brons       | 12e         | 8e          |                   |                             |
| 1996 |                                      | Brons       | 11e         | nc27        | 7e 3000m · 5000m  |                             |
| 1997 |                                      | Zilver      | 7e          |             | 3000m · 5000m     |                             |
| 1998 | 3000m · 5000m                        | 4e          |             |             | 6e 3000m · 5000m  | 9e 3000m 6e 5000m           |
| 1999 | 9e 1500m · 3000m · 5000m             | 8e          |             |             | 5e 3000m 4e 5000m |                             |